# Eulecanium hirsutum
Eulecanium hirsutum är en insektsart som först beskrevs av Robert Newstead 1917.  Eulecanium hirsutum ingår i släktet Eulecanium och familjen skålsköldlöss. Inga underarter finns listade i Catalogue of Life.